# Diocese de Mina
A Diocese de Mina (em latim: Dioecesis Minensis) foi uma civitas romano - berbere e diocese católica romana na Mauritânia Cesariensis. É uma sé titular da Igreja Católica.

## História
Mina era uma civitas da província romana da Mauritânia Cesariense. Foi provisoriamente identificado com ruínas perto de Relizane, na Argélia moderna. Embora Mina tenha florescido no final da Antiguidade, não durou muito depois da conquista muçulmana do Magreb.

## Bispos conhecidos
- Cecílio participou do sínodo reunido em Cartago em 484 pelo rei Hunerico, o Vândalo, após o qual o bispo foi exilado.
- Secondino interveio no Concílio cartaginês de 525.
- Herman Joseph Meysing, 1929–1951
- Joseph Mark McShea 1951–1962
- Heinrich Theissing 1963–1988
- Carlos Arthur Sevilha 1988–1996
- John 'Oke Afareha 1997–2010
- Wilfried Theising, bispo auxiliar de Münster 2010-atual[4]